# Вахидова, Марьям Адыевна
Марьям Адыевна Вахидова (15 октября 1959 года) — советский и российский филолог, публицист и общественно-политический деятель, журналист, исследователь творчества М. Ю. Лермонтова, А. С. Пушкина, Л. Н. Толстого и других. На VI Всемирном научном конгрессе в Санкт-Петербурге 11-12 ноября 2014 года, организованном Международным Университетом Фундаментального обучения (МУФО), получила Диплом почётного доктора философии (Ph. D.) Оксфордского университета. Там же награждена медалью Достоевского «За Красоту. Гуманизм. Справедливость» и орденом «Честь и Мужество». В 2017 году получила Диплом почётного гранд-доктора в области искусства и культуры (№. 17 08 00041). 9 октября 2018 года получила Диплом гранд-доктора в области журналистики и литературы (http://www.mufo.ru/doctors/41-2018.html), избрана почётным членом Академии Художеств Таджикистана.

## Биография
Родилась в Казахстане. В 1985 году окончила Семипалатинский педагогический институт имени Н. К. Крупской. Филолог по образованию, в Семипалатинске и области прошла путь от старшей пионервожатой до директора школы (в с. Уш-Биик Жарминского района).
Общественно-политической деятельностью занимается с 1977 года.
С 1990 по 1993 год жила в Чеченской Республике. В Грозном в ноябре 1990 года выступала на первом Общенациональном конгрессе чеченского народа (ОКЧН), куда была приглашена оргкомитетом съезда в качестве гостя, где и познакомилась с Джохаром Дудаевым. С тех пор стала активной соратницей генерала, который лично ввёл её в члены Исполкома ОКЧН. В августе 1991 года, в дни ГКЧП, стояла в оцеплении перед Белым Домом. Её обращение на родном языке к танкистам было записано и озвучено перед танковой колонной в ночь перед штурмом здания парламента, на случай, если колонну возглавят танкисты из чеченцев. На следующий день выступила перед защитниками демократии с балкона Белого Дома.
В октябре 1991 года в Эстонии сняла документальный предвыборный фильм о Д. Дудаеве, как кандидате в президенты, сыгравший на выборах решающую роль в пользу генерала. Институт вице-президентства в Чечне был упразднён после того, как М. Вахидова отказалась принять эту должность. Оставшись при вновь избранном президенте, формировала вместе с Дудаевым всю вертикаль власти: администрацию президента, канцелярию, правительство и пресс-службу, временно взяв на себя обязанности личного секретаря и пресс-секретаря Д. Дудаева.
По поручению президента ЧР, вместе с его первым советником Рамзаном Гойтемировым, с декабря 1991 года начала подготовку по созданию Академии наук ЧР, которую должен был возглавить, по мнению Дудаева, выдающийся учёный — Исраилов Мухади Шахидович, доктор физико-математических наук, профессор кафедры теории упругости механико-математического факультета МГУ, самоотвод которого отсрочил день выборов на целый год.
С конца марта 1992 г. ушла в оппозицию к команде Дудаева, продолжая поддерживать его лично. Как член Этнического Совета, созданного вместе с Гойтемировым Рамзаном, отстаивала и защищала права русскоязычного населения в Чечне. Как политическую трибуну использовала республиканские газеты «Голос Чечено-Ингушетии», «Голос Чеченской Республики» и оппозиционные «Импульс» и «Справедливость».
Летом 1992 года в группе муфтия ЧР Магомед-Башира Арсанукаева совершила хадж в Мекку.
Осенью 1993 года предотвратила государственный переворот с использованием военной силы, готовившийся из Центра руками оппозиции во главе с Умаром Автурхановым. (https://web.archive.org/web/20050831000504/http://www.mk.ru/numbers/102/article3281.htm) Все центральные СМИ тогда активно создавали из него образ «стойкого антидудаевца».(Автурханов, Умар Джунитович)
С лета 1993 года занялась журналистскими расследованиями уголовных дел, заведённых в Москве и Ярославле на чеченцев в результате развязанной в России античеченской кампании. Из-за затянувшихся судебных процессов, вынуждена была остаться в Москве. Участвовала во всех антивоенных кампаниях, конгрессах, Круглых столах и пресс-конференциях, проводимых российскими правозащитниками и чеченскими диаспорами.
Независимый журналист, исследователь творчества Пушкина, Лермонтова, Толстого. В биографиях Лермонтова и Толстого обнаружила «чеченский след».
Печатается в журналах «Наука и религия», «Сибирские огни», «Вайнах», «Нана» и др.
Автор многочисленных политических, публицистических и исследовательских статей.
В качестве эксперта участвовала во многих политических ток-шоу на центральных каналах: «Мы» (В. Познер), «Свобода слова» (Е. Киселёв, С. Сорокина, С. Шустер), «Принцип домино» (Е. Ханга и Е. Ищеева); в документальных фильмах («Чеченский капкан» https://www.youtube.com/watch?v=XyBuJwGrXdMи др.), в новостных передачах и док. фильме телеканалаа «Аль Джазира».
С 2004 года участвует в международных научно-практических конференциях и конгрессах по русской литературе, проводимых в Москве, Пятигорске, Махачкале, Пекине и др.
С 2006 года живёт в Грозном.
В 2012 году на семейные средства и по своему проекту установила памятник в райцентре Бежаницы Псковской области герою войны 1812 года генералу Александру Чеченскому.
Автор книг о герое войны 1812 года «Александр Чеченский. „Так вот он, этот герой!..“». 1 том; и «Ужасная судьба отца и сына» о чеченском происхождении М. Лермонтова и Л. Толстого. (Нальчик, ООО «Тетраграф», 2013)
В 2014 году организовала и провела в Грозном Международную Лермонтовскую Научную конференцию: «Лермонтов. Россия. Кавказ: движение во времени», по результатам которой в октябре выпустила Сборник «Лермонтов. Россия. Кавказ. Движение во времени». Материалы Международной научной Лермонтовской конференции 28-30 мая 2014 г. Грозный. (Нальчик. ООО "Тетраграф. 2014): http://www.proza.ru/avtor/gelancha2008in&book=11#11 и https://www.youtube.com/user/Mangust95/videos?view=0
За книгу «Александр Чеченский» как историк-просветитель, по представлению Президиума Карачаево-Черкесской общественной организации ветеранов (пенсионеров), 9 мая 2015 года награждена памятной медалью «70 лет Победы». Лауреат второго Всероссийского конкурса журналистских работ Фонда ОНФ «Правда и справедливость».
Автор-составитель трёхтомника «Кто толпе мои расскажет думы?» (Москва, Издательство «Перо», 2021. Электронное издание) [Историко-биографическое и литературоведческое исследование по жизни и творчеству М. Лермонтова]
Мать двоих детей.